# Ad Astra (manga)
Pour les articles homonymes, voir Ad astra.
Ad Astra - Scipion l'Africain & Hannibal Barca (アド・アストラ -スキピオとハンニバル-, Ad Astra - Scipio to Hannibal) est un seinen manga de Mihachi Kagano, prépublié entre mars 2011 et février 2018 dans le magazine Ultra Jump et publié en un total de 13 volumes reliés par l'éditeur Shūeisha. La version française est éditée par Ki-oon entre mars 2014 et novembre 2018.
Le manga retrace le déroulement de la deuxième guerre punique qui oppose Rome à Carthage, à travers la rivalité des généraux Hannibal Barca et Scipion l'Africain.

## Synopsis
Deuxième guerre punique, Hannibal Barca, le célèbre et puissant Carthaginois, envahit l'Italie à la tête de son armée, défiant Rome et cherchant son anéantissement. Il est suivi de son frère Hasdrubal Barca, et d'autres officiers talentueux. Les Carthaginois se montrent redoutables face aux légions, faisant perdre toujours plus de soldats à Rome. Mais parmi eux, le jeune Scipion parvient à analyser les tactiques de l'ennemi, et, gravissant les échelons de la hiérarchie, finit par employer ses propres tactiques contre Hannibal et ses soldats. 

## Personnages
- Hannibal Barca
- Scipion l'Africain

## Liste des volumes
| no | Japonais          | Japonais          | Français          | Français          |
| no | Date de sortie    | ISBN              | Date de sortie    | ISBN              |
| --- | ----------------- | ----------------- | ----------------- | ----------------- |
| 1 | 19 octobre 2011   | 978-4-08-879207-1 | 20 mars 2014      | 978-2-35592-652-5 |
| Liste des chapitres : - Épisode 1 : La naissance d'un monstre - Épisode 2 : L'affront de Carthage - Épisode 3 : L'éveil du jeune lion - Épisode 4 : Remous - Épisode 5 : La rencontre - Épisode 6 : Stratégie |                   |                   |                   |                   |
| 2 | 18 mai 2012       | 978-4-08-879338-2 | 12 juin 2014      | 978-2-35592-681-5 |
| Liste des chapitres : - Épisode 7 : L'autre consul - Épisode 8 : La bataille de la Trébie - Épisode 9 : La bataille de la Trébie - frondes et éléphants - Épisode 10 : La bataille de la Trébie - la tactique du monstre - Épisode 11 : La bataille de la Trébie - la ruse du génie - Épisode 12 : Le héros sacrifié                      |                   |                   |                   |                   |
| 3 | 19 novembre 2012  | 978-4-08-879463-1 | 11 septembre 2014 | 978-2-35592-718-8 |
| Liste des chapitres : - Épisode 13 : Un sinistre présage - Épisode 14 : Flegme et tactique - Épisode 15 : Les guerriers - Épisode 16 : En Campanie - Épisode 17 : Les monstres - Épisode 18 : Le véritable monstre - Épisode 19 : Plébéiens et patriciens                                                                                 |                   |                   |                   |                   |
| 4 | 19 juin 2013      | 978-4-08-879567-6 | 11 décembre 2014  | 978-2-35592-752-2 |
| Liste des chapitres : - Épisode 20 : Minucius le dictateur - Épisode 21 : Erreur tactique - Épisode 22 : Amitié contre fierté - Épisode 23 : La sagesse de Rome - Épisode 24 : Réconciliation - Épisode 25 : Campagne électorale |                   |                   |                   |                   |
| 5 | 19 février 2014   | 978-4-08-879742-7 | 26 mars 2015      | 978-2-35592-797-3 |
| Liste des chapitres : - Épisode 26 : Avant la tempête - Épisode 27 : Veille de bataille - Épisode 28 : La bataille de Cannes 1 - Épisode 29 : La bataille de Cannes 2 - Épisode 30 : La bataille de Cannes 3 - Épisode 31 : La bataille de Cannes 4                                                                                       |                   |                   |                   |                   |
| 6 | 20 août 2014      | 978-4-08-890003-2 | 11 juin 2015      | 978-2-35592-829-1 |
| Liste des chapitres : - Épisode 32 : La bataille de Cannes 5 - Épisode 33 : La bataille de Cannes 6 - Épisode 34 : La bataille de Cannes 7 - Épisode 35 : Après la bataille - Épisode 36 : Chacun sa route - Épisode 37 : Barbarie - Épisode 38 : Le guerrier                                                                             |                   |                   |                   |                   |
| 7 | 19 mars 2015      | 978-4-08-890135-0 | 24 septembre 2015 | 978-2-35592-866-6 |
| Liste des chapitres : - Épisode 39 : Capoue, cité alliée - Épisode 40 : La carrure d'un général - Épisode 41 : Vengeance - Épisode 42 : La bataille de Nola - Épisode 43 : L'empreinte de Scipion - Épisode 44 : La solitude d'un chef - Épisode 45 : Une mission de confiance                                                            |                   |                   |                   |                   |
| 8 | 19 septembre 2015 | 978-4-08-890260-9 | 25 février 2016   | 978-2-35592-919-9 |
| Liste des chapitres : - Épisode 46 : Nola, avant la bataille suivante - Épisode 47 : Lances contre armes de jet - Épisode 48 : Le brave et le pleutre - Épisode 49 : Le génie de Syracuse - Épisode 50 : L'infiltré - Épisode 51 : Probabilités                                                                                           |                   |                   |                   |                   |
| 9 | 18 mars 2016      | 978-4-08-890378-1 | 22 septembre 2016 | 978-2-35592-993-9 |
| Liste des chapitres : - Épisode 52 : La fin d'un génie - Épisode 53 : La menace approche - Épisode 54 : Le premier pas - Épisode 55 : Un nouveau chef - Épisode 56 : Pleine lune - Épisode 57 : Les hommes changent |                   |                   |                   |                   |
| 10 | 16 septembre 2016 | 978-4-08-890501-3 | 9 mars 2017       | 979-10-327-0068-6 |
| Liste des chapitres : - Épisode 58 : Imprudence - Épisode 59 : Marcellus, l'épée de Rome - Épisode 60 : Les appâts - Épisode 61 : Le plan d'Hasdrubal - Épisode 62 : Mouvements - Épisode 63 : La revanche de Néron |                   |                   |                   |                   |
| 11 | 17 mars 2017      | 978-4-08-890615-7 | 7 septembre 2017  | 979-10-327-0128-7 |
| Liste des chapitres : - Épisode 64 : Le cadeau de Marcellus - Épisode 65 : Pluie nourricière - Épisode 66 : Comme à la Trébie - Épisode 67 : La bien-aimée - Épisode 68 : Grands arbre et jeune pousse - Épisode 69 : Devenir un monstre                                                                                                  |                   |                   |                   |                   |
| 12 | 19 septembre 2017 | 978-4-08-890747-5 | 31 mai 2018       | 979-10-327-0279-6 |
| Liste des chapitres : - Épisode 70 : Au-delà de l'imitation - Épisode 71 : La deuxième Cannes - Épisode 72 : Un futur qui s'envole - Épisode 73 : Aîné et cadet - Épisode 74 : La morale des hommes - Épisode 75 : Rencontre au sommet |                   |                   |                   |                   |
| 13 | 19 mars 2018      | 978-4-08-890884-7 | 22 novembre 2018  | 979-10-327-0335-9 |
| Liste des chapitres : - Épisode 76 : La bataille de Zama - Les raisons de se battre - Épisode 77 : La bataille de Zama - Manœuvres - Épisode 78 : La bataille de Zama - Un soldat d'honneur - Épisode 79 : La bataille de Zama - Plan secret - Épisode 80 : La bataille de Zama - La fin d'une guerre - Dernier épisode : Pour l'éternité |                   |                   |                   |                   |

## Réception
Le manga reçoit des critiques globalement positives de la part de la presse généraliste et spécialisée. La revue Historia recommande la série tout en nuançant la vraisemblance historique avec les libertés prises par le mangaka : « avec un scénario bien maîtrisé, ce manga de Mihachi Kagano est un vrai régal. Il arrive même à nous faire oublier les quelques erreurs historiques ». Direct Matin considère que l'auteur « parvient à magnifier ses protagonistes, qui prennent toute leur mesure dans des batailles épiques ».

### Édition japonaise
Shūeisha
1. 1 2  (ja) « Tome 1 »
2. 1 2  (ja) « Tome 2 »
3. 1 2  (ja) « Tome 3 »
4. 1 2  (ja) « Tome 4 »
5. 1 2  (ja) « Tome 5 »
6. 1 2  (ja) « Tome 6 »
7. 1 2  (ja) « Tome 7 »
8. 1 2  (ja) « Tome 8 »
9. 1 2  (ja) « Tome 9 »
10. 1 2  (ja) « Tome 10 »
11. 1 2  (ja) « Tome 11 »
12. 1 2  (ja) « Tome 12 »
13. 1 2  (ja) « Tome 13 »

### Édition française
Ki-oon
1. 1 2  (fr) « Tome 1 »
2. 1 2  (fr) « Tome 2 »
3. 1 2  (fr) « Tome 3 »
4. 1 2  (fr) « Tome 4 »
5. 1 2  (fr) « Tome 5 »
6. 1 2  (fr) « Tome 6 »
7. 1 2  (fr) « Tome 7 »
8. 1 2  (fr) « Tome 8 »
9. 1 2  (fr) « Tome 9 »
10. 1 2  (fr) « Tome 10 »
11. 1 2  (fr) « Tome 11 »
12. 1 2  (fr) « Tome 12 »
13. 1 2  (fr) « Tome 13 »